# Drăgușeni (gmina w okręgu Suczawa)
Drăgușeni – gmina w Rumunii, w okręgu Suczawa. Obejmuje miejscowości Drăgușeni, Broșteni i Gara Leu. W 2011 roku liczyła 2422 mieszkańców.